# Ophthalmolabus wittei
Ophthalmolabus wittei is een keversoort uit de familie bladrolkevers (Attelabidae). De wetenschappelijke naam van de soort werd in 1962 gepubliceerd door Eduard Voss.